# Aphaenogaster mariae
Aphaenogaster mariae (лат.) — вид мелких муравьёв рода Aphaenogaster из подсемейства Myrmicinae (Formicidae). Вид назван в честь миссис Мэри Трит.

## Распространение
США. От Нью-Йорка на севере ареала до Флориды на юге. На запад до Айовы и Канзаса.

## Описание
Единственный арбореальный вид своего рода; гнёзда в ветвях и стволах деревьев. Мелкого размера муравьи коричневого цвета; длина рабочих около 5 мм. Заднегрудка угловатая с длинными проподеальными шипиками. Стебелёк между грудкой и брюшком состоит из двух узловидных члеников (петиоль и постпетиоль). Рабочие мономорфные. Жало развито. Куколки голые, без кокона.

## Систематика и этимология
Вид был впервые описан в 1886 году швейцарским мирмекологом Огюстом Форелем под по типовым материалам из США.
В 1895 году включён в состав рода Stenamma, а в 1921 снова в составе рода Aphaenogaster.
Форель назвал этот вид и Aphaenogaster treatae в честь миссис Мэри Трет (Mrs. Mary Treat), которая отправила ему типовые образцы муравьёв из Флориды. Мэри Трит (Mary Treat, 1830—1923) была значительным ученым-самоучкой, которая написала несколько книг по естественной истории, в том числе и о бабочках и о муравьях-рабовладельцах, с подробными описаниями набегов и некоторыми предварительными экспериментальными манипуляциями. Её работа была отмечена Чарльзом Дарвином в его книге о насекомоядных растениях, и они обменялись письмами по этому вопросу. Её работы часто публиковалась в популярных журналах, а не в научных изданиях, и они, вероятно, вдохновили целое поколение натуралистов. Многие из её исследований проводились во дворе и в саду в Нью-Джерси или в соседних сосняках Jersey Pine Barrens. Будучи терпеливым, умным, оригинальным наблюдателем и отличным писателем, она могла бы стать академической звездой, если бы она родилась в то время, когда было меньше унижения тем, что называлось «женским интеллектом».

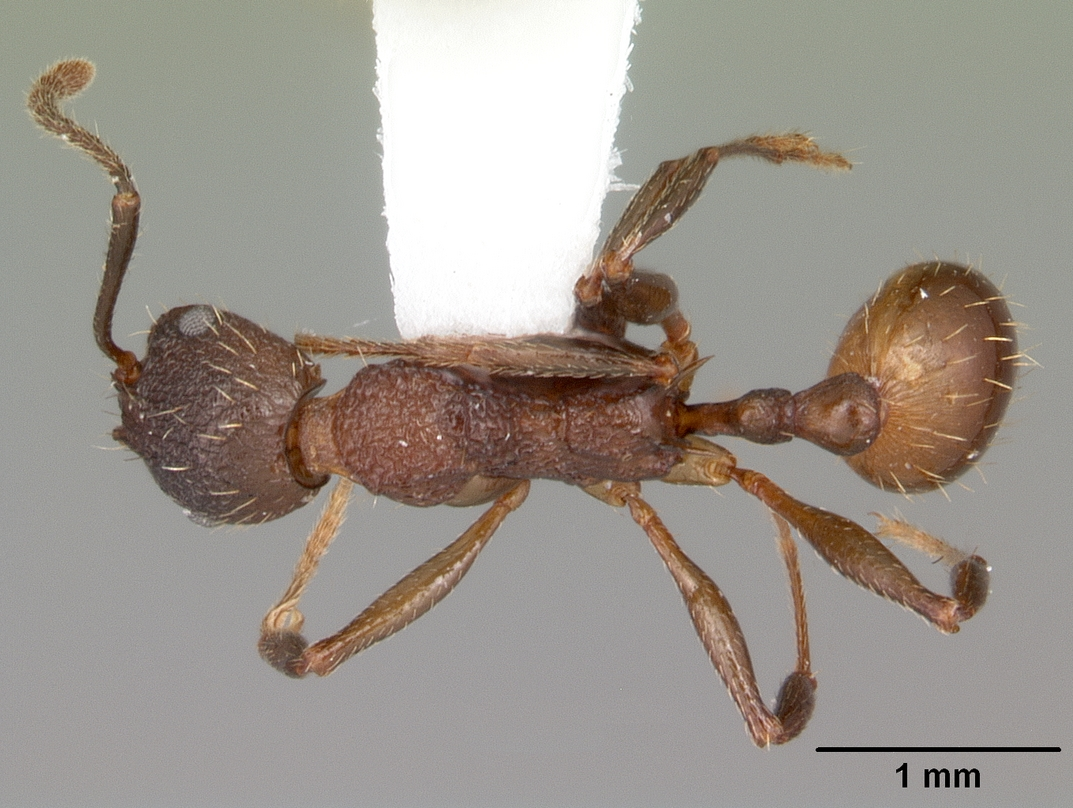
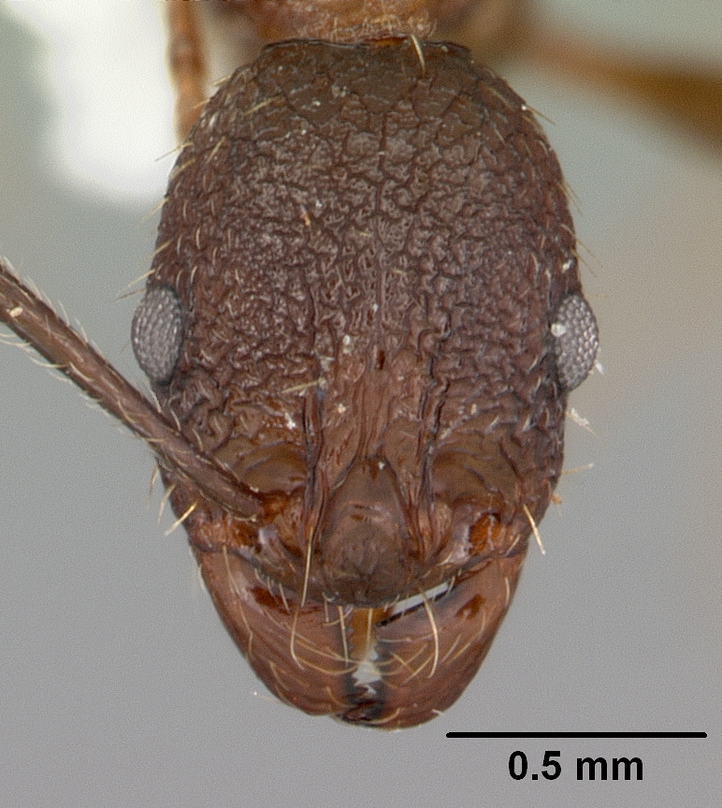
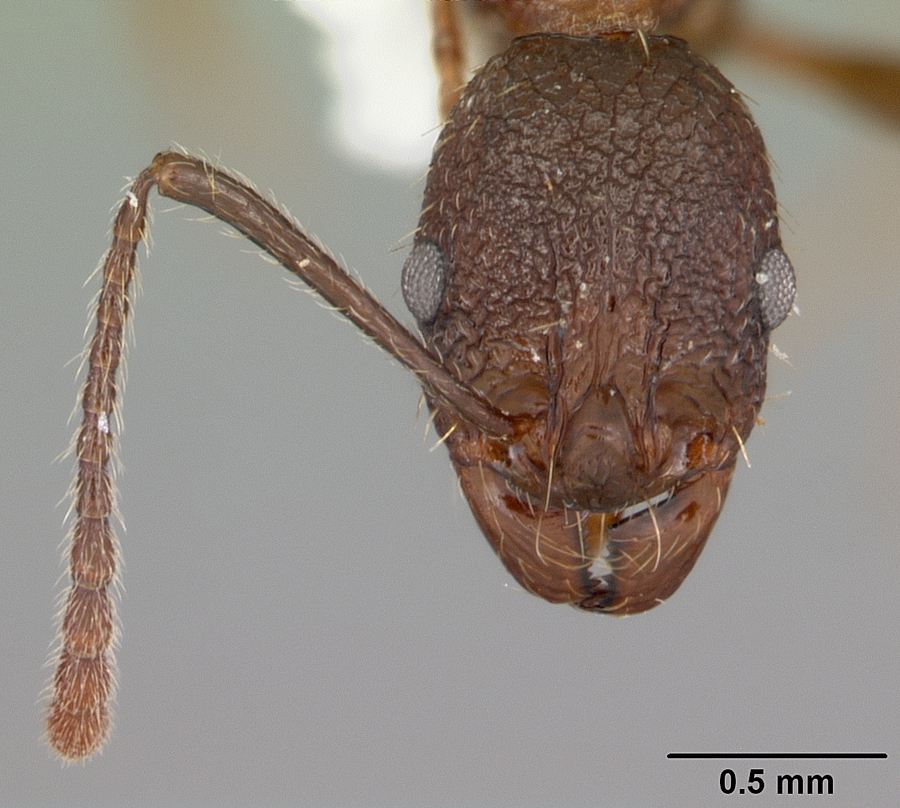
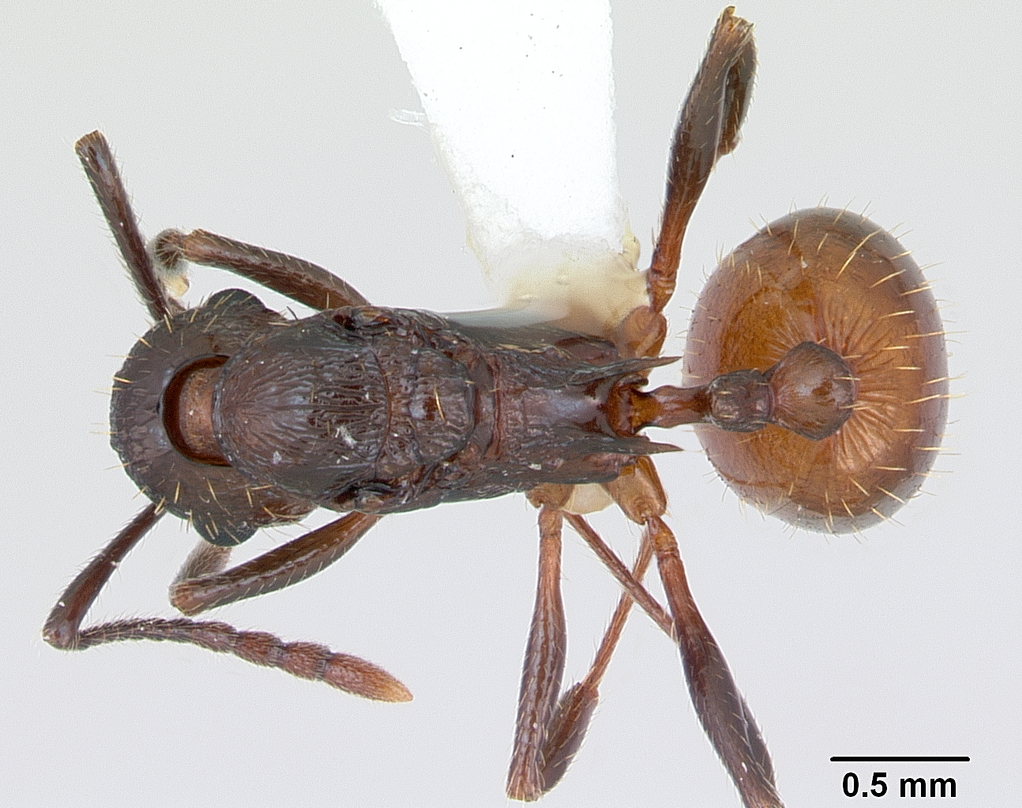